# Havret
Havret er den del af folkeretten, der regulerer den internationale retsorden på havet. 
Havretten har rødder tilbage til den sene middelalder, hvor enkeltstater gjorde krav om eneret på oceanerne. Senere blev Hugo Grotius' princip om havenes frihed gældende. I dag søger man i havretten at skabe balance mellem havenes frihed og kyststaternes interesser og mulighed for at udøve suverænitet over deres territorialfarvande. Gennem århundreder har havretten været baseret på sædvaneret. Først i 1958 blev den første havretskovention vedtaget; i dag har flertallet af verdenslande underskrevet og ratificeret FN's havretskonvention, ligesom de er medlem af Den Internationale Havretsdomstol. 